# Asteroma padi
Asteroma padi is een schimmel behorend tot de familie Gnomoniaceae. Hij leeft monofaag op de Rosaceae. Hij is bekend als parasiet op pruim (Prunus domestica) en de gewone vogelkers (Prunus padus) en veroorzaakt bladvlakken. De conidia meten 3-4 × 11-15 µm.